# 野外手術システム

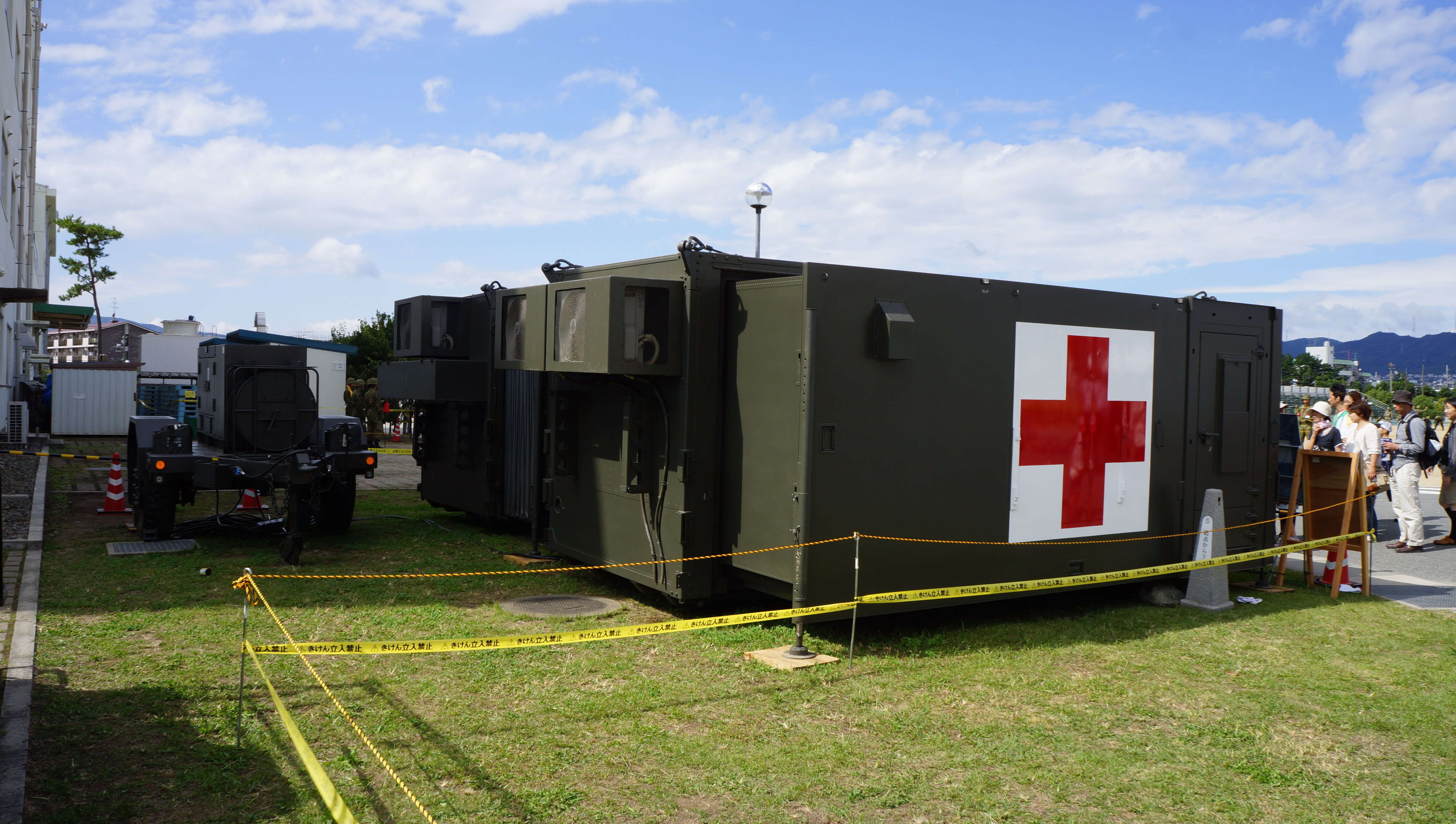
手術ユニット

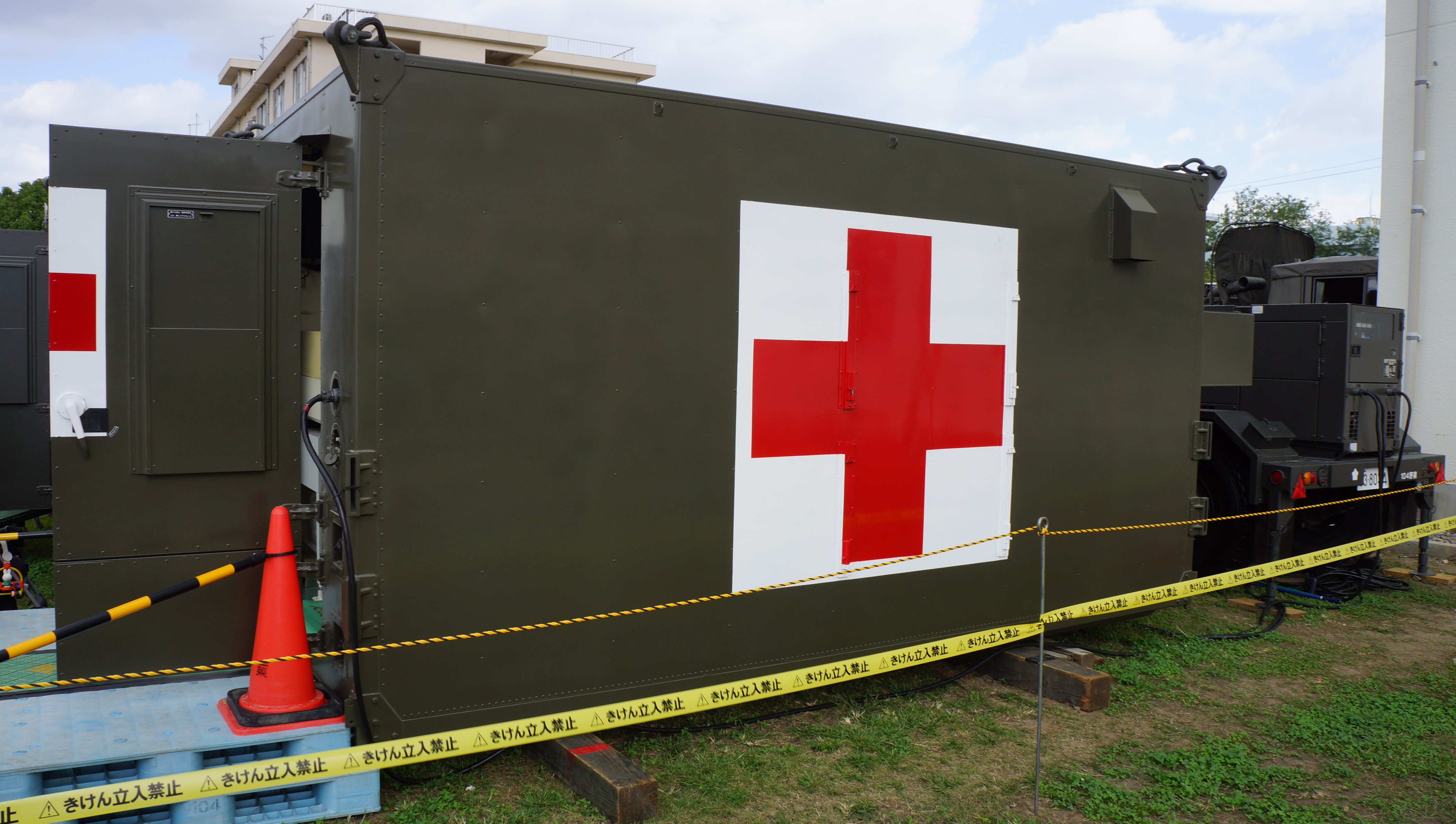
手術準備ユニット

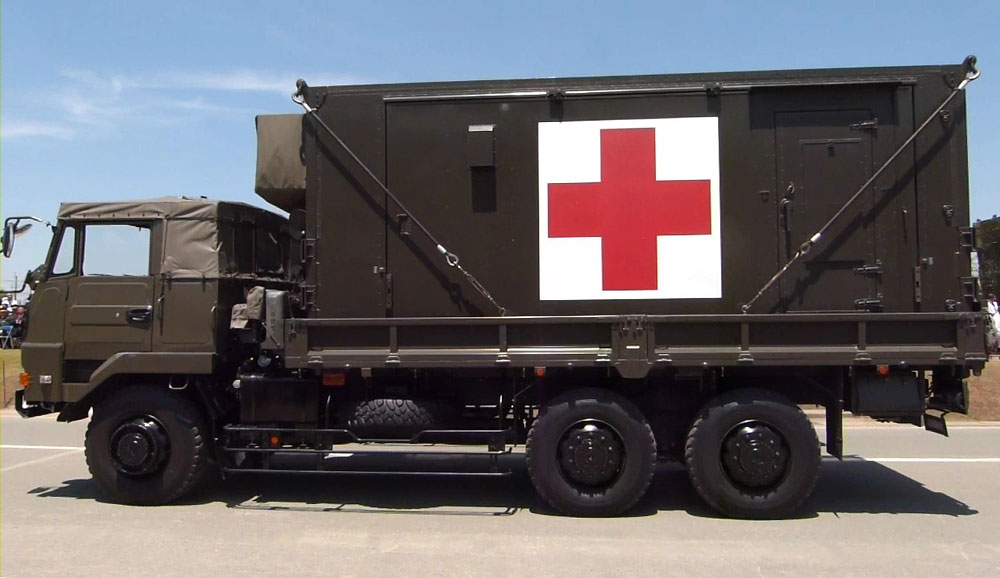
73式大型トラックに搭載された状態

野外手術システム（やがいしゅじゅつシステム、英語: JGSDF Field Operation System）は、陸上自衛隊衛生科の装備。

## 概要
現在の野外手術システムは、医療施設の無い場所で初期外科手術を行うことで、傷病者の救命率向上を図る目的で1988年（昭和63年）から導入され、主として後方支援連隊、方面隊の衛生隊などに配備されている。
「師旅団用」と「方面隊用」があり、各種衛生器材をシェルタに収容して、3 1/2tトラック（73式大型トラック）に搭載される。

## 特徴
車台は3 1/2tトラック（73式大型トラック）をベースとしており、「師旅団用」は、旧型が手術車、手術準備車、滅菌車および衛生補給車の4両で、2型が手術車、手術準備車および菌補給車の3両で1セットに、「方面隊用」は、手術車、手術準備車、滅菌車、衛生補給車および周術車の5両で1セットになっている。
またシステムに必要な電源・水の供給のため、出力15キロボルトアンペアの発電機（2 1/2ｔトレーラ、1tトレーラに搭載）2台（2型は1台）と1t水タンクトレーラ1台を、手術車を除く各車で牽引している。
実際に使用される際は、所要床面積確保のため、手術車は約2倍に拡幅できる。また手術車と手術準備車の側面が通路で連接されて一つの部屋のようになる。衛生補給車には、実働の際に用いられる医療機器や薬剤等が搭載されている。なお、これらのシェルターは卸下して展開することもできる。
開胸、開腹、開頭など救命のための初期外科手術に対応でき、1日10～15人の手術に対応可能とされている。なお自衛隊衛生の体制では、本システムを含む収容所・野外病院では、後方病院への後送に耐えうるようにダメージコントロール手術または処置を実施することとされており、専門的な治療は、戦場から離れた地域において、比較的安全で設備も整った医療機関で行われることとされている。
重要影響事態の際には、戦場近くに展開し、実動するとされる後方支援連隊の衛生部隊（師団収容所、野外病院など）に配置される。大量の負傷者が出た場合は手術前に病院天幕でトリアージの判定が行われ、治療後に病院天幕に移送し看護を行う。

### 設備内容
手術車
電動手術台、X線撮影装置、無影灯（5灯式）、スポット灯、麻酔器、電気メス、患者監視装置
手術準備車
簡易血算器、血液ガス分析、血液迅速分析装置（生化学検査）、遠心分離機、双眼顕微鏡、X線フィルムの現像、手術用器材及び薬品の保管
滅菌車
手術用機材の滅菌・洗浄
衛生補給車
医薬品、血液、衛生用品の保管・補給
| 手術準備ユニット内部 |  | 手術ユニット内の手術台・X線透視装置 |  | 手術ユニット内の麻酔器 |
| 手術準備ユニット内部 |  | 手術ユニット内の手術台・X線透視装置 |  | 手術ユニット内の麻酔器 |

### 必要とされる要員
- 手術要員 - 4名（術者、助手、麻酔科医、器械係）[1]
- 手術準備要員 - 3名（X線係、臨検係、準備係）[1]

## 災害派遣・人道支援復興活動など、主な活動実績
- 自衛隊ルワンダ難民救援派遣
- 自衛隊イラク派遣
- 新潟県中越地震
- スマトラ島沖地震
- 東北地方太平洋沖地震

## 自衛艦での運用
スマトラ島沖地震国際緊急援助隊派遣後の2005年（平成17年）6月、おおすみ型輸送艦「しもきた」の車両甲板上に野外手術システムを展開する技術試験を行った結果、複数の野外手術システムの展開が可能とされ、災害時におおすみ型輸送艦を病院船として活用することになった。2006年（平成18年）度以降、野外手術システムの電源を艦内から取るための艦内改装工事が行われ、2013年（平成25年）8月には、「しもきた」に陸上自衛隊の野外手術システム（コンテナ式医療モジュール5つ）を搭載し、災害派遣医療チーム（DMAT）やドクターヘリとも連携して、病院船（医療モジュール搭載船）の実証訓練が行われた。
また2015年（平成27年）9月には、西部方面衛生隊の保有機材をうらが型掃海母艦「うらが」の艦上に展開しての協同訓練が行われ、運用の適合性が確認された。